# Jule Styne

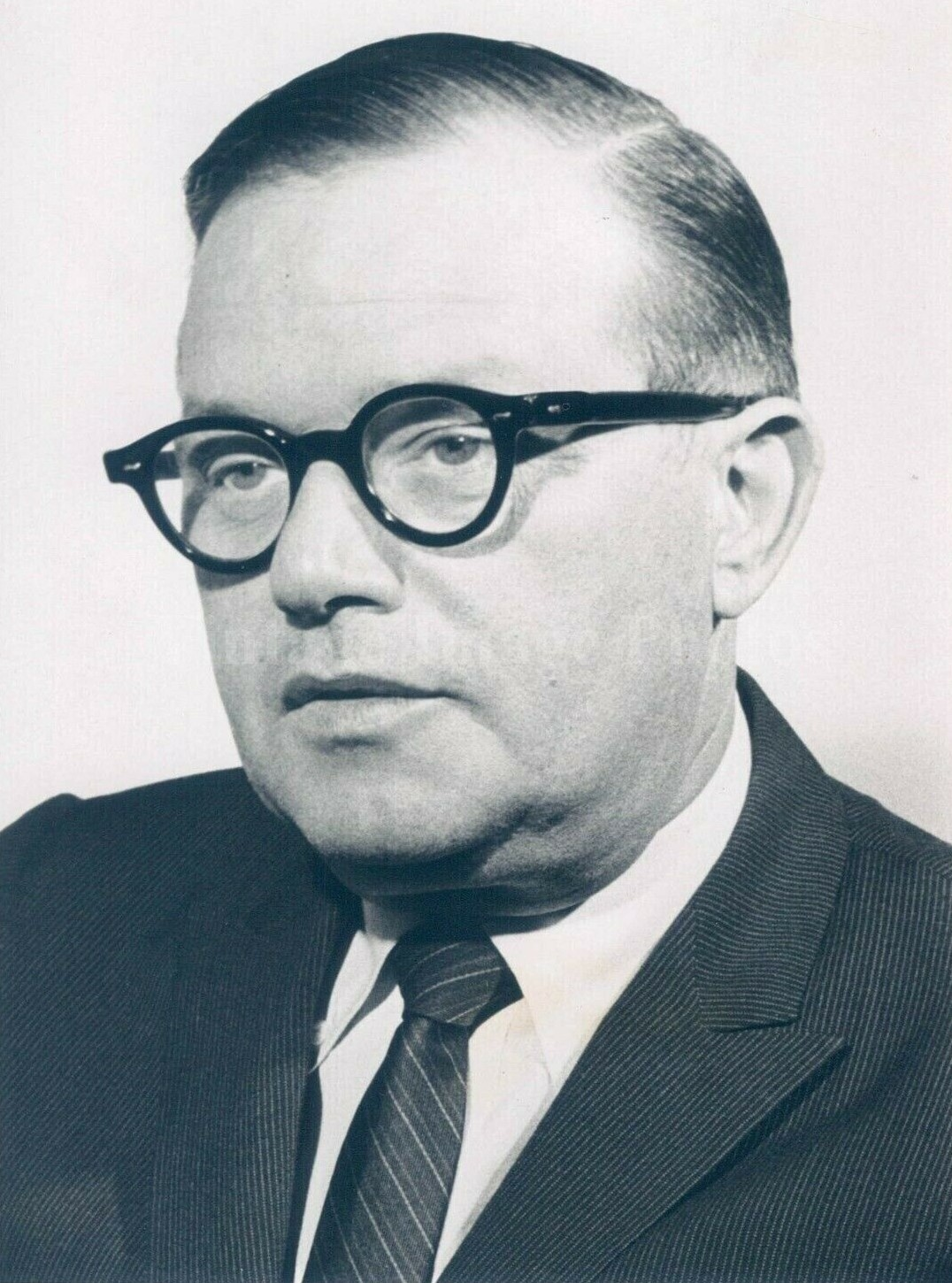
Jule Styne in 1961

Julius Kerwin Styne (ook: Jule Stein) (Londen, 31 december 1905  – New York, 20 september 1994) was een Amerikaans componist.

## Levensloop
Styne werd geboren als zoon van en Joodse emigranten-familie uit Oekraïne, die, na een langere tussenstop in het Verenigd Koninkrijk, in 1912 in de Verenigde Staten aankwam. Hij was zeer getalenteerd en kreeg een aangepaste opleiding. In 1914 ging hij naar het Chicago College of Music en speelde in jazzensembles en lichte muziek. Vanaf 1927 studeerde hij aan de Northwestern University in Chicago.
Als jazzmusicus en leraar vertrok hij naar Hollywood. Hij werkte met Frank Loesser en Sammy Cahn samen en begeleidde onder anderen Frank Sinatra in verschillende film-musicals. 
Als componist publiceerde hij rond 1500 songs. In 1955 kreeg hij voor Three Coins in de Fountain uit de gelijknamige film de Oscar. Hij schreef de muziek voor talrijke films, waaronder de film-musicals Gentlemen Prefer Blondes (1949), Gypsy (1959) en Funny Girl (1964). Het bekendste lied tot nu is Song People uit Funny Girl, dat Barbra Streisand wereldberoemd gemaakt heeft. 

## Composities

### Werken voor harmonieorkest
- 1946 Selectie uit de film "Five minutes more"
- 1972 Selectie uit de film "Let it Snow!"
- Selectie uit het musical "Bells are ringing"
- Selectie uit het musical "High Button Shoes"

### Muziektheater

#### Musicals
| Voltooid in | titel                                                   | aktes              | première                                            | libretto                                                                                          |
| ----------- | ------------------------------------------------------- | ------------------ | --------------------------------------------------- | ------------------------------------------------------------------------------------------------- |
| 1947        | High Button Shoes                                       | 2 aktes            | 9 oktober 1947, New York, New Century Theatre       | Sammy Cahn, naar het boek van George Abbott en Stephen Longstreet The Sisters Liked Them Handsome |
| 1951        | Two on the Aisle                                        |                    | 19 juli 1951 New York, Mark Hellinger Theatre       | Betty Comden en Adolph Green                                                                      |
| 1953        | Hazel Flagg                                             | 2 aktes            | 11 februari 1953 New York, Mark Hellinger Theatre   | Bob Hilliard en Ben Hecht                                                                         |
| 1949        | Gentlemen Prefer Blondes                                | 2 aktes, 12 scènes | 8 december 1949, New York, Ziegfeld Theatre         | Joseph Fields, naar de gelijknamige roman van Anita Loos                                          |
| 1954        | Peter Pan                                               | 3 aktes, 9 scènes  | 20 oktober 1954, New York, Winter Garden Theatre    | James M. Barrie, naar zijn gelijknamig schouwspel uit 1904                                        |
| 1956        | Bells Are Ringing                                       | 2 aktes            | 29 november 1956, New York, Shubert Theatre         | Betty Comden en Adolph Green                                                                      |
| 1958        | Say, Darling                                            | 2 aktes            | 3 april 1958 New York, ANTA Playhouse               | Betty Comden en Adolph Green                                                                      |
| 1959        | Gypsy                                                   | 2 aktes, 17 scènes | 21 mei 1959, New York, Broadway Theatre             | Stephen Sondheim (liederenteksten); Arthur Laurents naar de memoiren van Gypsy Rose Lee           |
| 1960        | Do Re Mi                                                | 2 aktes            | 26 december 1960, New York, St. James Theatre       | Betty Comden en Adolph Green, naar een boek van Garson Kanin                                      |
| 1961        | Subways Are For Sleeping                                | 2 aktes            | 27 december 1961, New York, St. James Theatre       | Betty Comden en Adolph Green                                                                      |
| 1964        | Funny Girl                                              | 2 aktes, 23 scènes | 26 maart 1964, New York, Winter Garden Theatre      | Isobel Lennart                                                                                    |
| 1964        | Fade Out - Fade In                                      | 2 aktes            | 26 mei 1964, New York, Mark Hellinger Theatre       | Betty Comden en Adolph Green                                                                      |
| 1967        | Halleluja, Baby                                         | 2 aktes            | 26 april 1967, New York, Martin Beck Theatre        | Arthur Laurents, Adolph Green en Betty Comden                                                     |
| 1967- 1968  | Darling of the Day                                      | 2 aktes            | 27 januari 1968, New York, George Abbott Theatre    | Yip Harburg en Nunnally Johnson, naar een novel van Arnold Bennett, Buried Alive                  |
| 1970        | Look to the Lilies                                      | 2 aktes            | 29 maart 1970, New York, Lunt-Fontanne Theatre      | Leonard Spigelgass, Sammy Cahn                                                                    |
| 1972        | Sugar                                                   | 2 aktes            | 9 april 1972, New York, Majestic Theatre            | Peter Stone en Bob Merrill                                                                        |
| 1974        | Lorelei; hernieuwde versie van Gentlemen Prefer Blondes | 2 aktes, 12 scènes | 27 januari 1974, New York, Palace Theatre           | Kenny Solms en Gail Parent, Betty Comden en Adolph Green                                          |
| 1978        | Bar Mitzvah Boy                                         |                    | 31 oktober 1978, Londen, Her Majesty's Theatre      | Don Black, Jack Rosenthal                                                                         |
| 1980        | One Night Stand                                         | 2 aktes            | 20 oktober 1980, New York, Nederlander Theatre      | Herb Gardner                                                                                      |
| 1985        | Pieces of Eight                                         |                    | 27 november 1985, Edmonton, Citadel Theatre         | Michael Stewart, Mark Bramble, Susan Birkenhead                                                   |
| 1993        | The Red Shoes                                           | 2 aktes            | 16 december 1993, New York, George Gershwin Theatre | Marsha Norman, Bob Merrill                                                                        |

### Film-musical (selectie)
- 1944 Step Lively
- 1945 Anchors Aweigh
- 1947 It Happened in Brooklyn
- 1950 The West Point Story

### Bekende songs
- "The Christmas Waltz"
- "Don't Rain on My Parade" (uit de musical Funny Girl)
- "Diamonds Are a Girl's Best Friend"
- "Everything's Coming Up Roses (song)" (uit Gypsy)
- "Every Street's a Boulevard in Old New York"
- "Guess I'll Hang My Tears Out to Dry"
- "How Do You Speak To An Angel"
- "I Don't Want to Walk Without You"
- "I Fall In Love Too Easily"
- "I Still Get Jealous"
- "I'll Walk Alone"
- "It's Been a Long, Long Time"
- "It's Magic" (uit Romance on the High Seas)
- "I've Heard That Song Before"
- "Just In Time"
- "Let Me Entertain You"
- "Let It Snow! Let It Snow! Let It Snow!"
- "Long Before I Knew You"
- "Make Someone Happy"
- "Neverland"
- "Papa, Wont You Dance with Me?"
- "The Party's Over"
- "People" (uit de musical Funny Girl)
- "Saturday Night (Is the Loneliest Night of the Week)" gezongen door Frank Sinatra
- "Sunday" met Ned Miller
- "Time After Time"
- "Three Coins in the Fountain"